# Tatiana Kocmur
Tatiana Kocmur, vizualna umetnica, *1992, Buenos Aires, Argentina. Živi in dela v Ljubljani.
Leta 2015 je diplomirala iz slikarstva in leta 2020 magistrirala na Akademiji za likovno umetnost in oblikovanje v Ljubljani. Specializirala se je za področje performansa.

## Delo
Prakso Tatiane Kocmur zaznamujejo sodelovanja z umetniki in umetnicami z različnih področij kot so na primer Borut Savski, Boštjan Čadež, Giampaolo Parrilla, Urša Rupnik ali Liza Šimenc. Sodelovanja izraža skozi živo umetnost. Izhaja iz telesa kot mejnika notranjega in zunanjega. Z metodami živih nastopov in uporabo likovnih materialov prikazuje odziv telesa na okolje ter vpliv okolja na njeno dojemanje sebe in svoje telesnosti. Njena dela so pogosto avtobiografska. 
Poleg avtorskih del opravlja organizacijska in producentska dela v skupini Cirkulacija 2 in kot soustanoviteljica platforme Translacija/Traslación v sodelovanju z urugvajskim umetnikom Franciscom Tomsichem.

## Umetniške rezidence
- Incontro d'arte, Društvo Boja, Associazione Ottovolante, Izola - Bolonija, 2020
- South America - North Macedonia, New Beginnings, Makedonida, Skopje, 2019

## Samostojne razstave
- Rastišče, Cirkulacija 2, Ljubljana Krača Cirkulacija 2, Ljubljana, 2023
- The Following Body, Galerija Alkatraz, Ljubljana, 2022
- Back2Back: Tatiana Kocmur – Sončnica, Projektna soba SCCA - Ljubljana, 2022
- The Following Body, Špitalska kapela, Celje, 2022[7][8][9][10][11]
- Oblak, Cirkulacija 2, Ljubljana, 2022[12]
- Živi fosil, Cirkulacija 2, Ljubljana, 2022[13]
- Vizualni dialog 1,5 + Diorama, Hupa Brajdič, Produkcija, Ljubljana, 2021
- Audiovizualni dialog 1,5 + Asinhronost, Cirkulacija 2, Ljubljana, 2021
- Vizualni dialog 1,5 + Instrumenti, Športno Društvo Tabor, Ljubljana, 2021
- Rdeče niti, Galerija Salsaverde, Izola, 2021[14]
- 1,5, MGLC, Ljubljana, 2021
- Mary Jane, Cirkulacija 2, Ljubljana, 2020
- Rdeče niti #TV Dražba, Projektna soba SCCA, Ljubljana, 2019
- Rdeče niti #Where is the Line?, Rampa Lab, Ljubljana, 2018
- Alopecia areata, Pocket Teater Studio, Ljubljana[15]